# Франсоа Деврис
Франсоа Де Врис или Деврис (фра. François Devries) (Антверпен, 21. август 1913. — 17. фебруар 1972) био је белгијски фудбалер.

## Биографија
Играо је за Ројал Антверпен као нападач. Играо је са репрезентацијом Белгије на Светском првенству 1934. где је дебитовао на међународној сцени.